# Pingouinone
La pingouinone est un composé chimique de formule (CH3)4C6H2O. Elle est surtout connue pour son nom d'usage, qui lui a été donné par les chimistes en référence à sa formule topologique qui évoque la silhouette d'un manchot, communément appelé pingouin (penguin en anglais),.

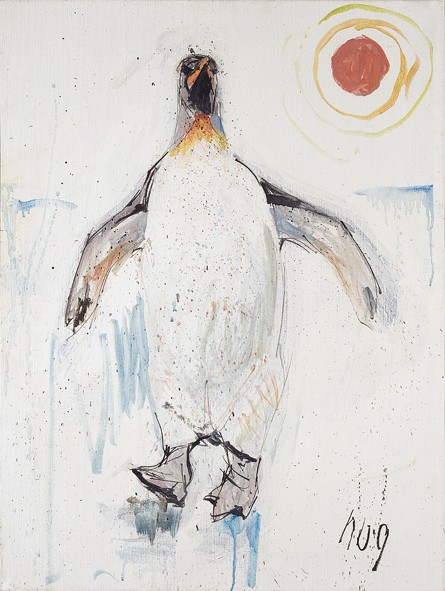
Königspinguin, Fritz Hug, 1968.

Bien qu'il s'agisse d'une diénone, elle ne peut faire l'objet d'un réarrangement diénone-phénol, même sous l'action de l'acide trifluoroacétique CF3COOH, en raison des substituants méthyle en positions 3 et 5 qui bloquent le mouvement de l'un des deux substituants en position 4 pour permettre la conversion en phénol.